# Marcin Ryszkiewicz
Marcin Ryszkiewicz (ur. 24 grudnia 1950) – polski geolog, ewolucjonista i popularyzator nauki.

## Życiorys
Absolwent geologii Uniwersytetu Warszawskiego. Stopień doktora nauk humanistycznych z zakresu filozofii uzyskał w roku 1990 na podstawie rozprawy pt. „Gaja i zasada antropiczna w historii myśli przyrodniczej (od Raya do Wiernadskiego)” (Instytut Historii Nauki PAN). Jest zatrudniony w Muzeum Ziemi PAN w Warszawie. 
Autor książek popularnonaukowych z zakresu paleontologii i ewolucji, stały współpracownik działu naukowego „Gazety Wyborczej”, pism „Wiedza i Życie”, „Świat Nauki” (gdzie publikuje własne teksty i tłumaczy artykuły naukowe z języka angielskiego), a także tłumacz książek naukowych. 
Za książkę Homo sapiens. Meandry ewolucji, otrzymał w 2013 roku nagrodę „Złota Róża”, przyznawaną przez Festiwal Nauki w Warszawie, Instytut Książki i miesięcznik „Nowe Książki”. 

## Publikacje książkowe
- Mieszkańcy światów alternatywnych czyli historia naturalna rozumu. Warszawa 1987, Wiedza Powszechna, ISBN 978-83-214-0449-3
- Jak zostać człowiekiem - przepis ewolucyjny, 1989, Iskry, ISBN 978-83-207-1022-9
- Matka Ziemia w przyjaznym kosmosie, Warszawa 1994, PWN, ISBN 978-83-01-11222-6
- Ziemia i życie. Rozważania o ewolucji i ekologii, Warszawa 1995, Prószyński i S-ka, ISBN 83-86669-60-8
- Przepis na człowieka, Warszawa 1996, Wyd. CiS, ISBN 83-85458-57-3
- Pożegnanie z Afryką. 4 miliony lat ewolucji człowieka, 1999, Aqua-Terr, ISBN 83-902408-3-1
- Ewolucja. Od Wielkiego Wybuchu do Homo sapiens, Warszawa 2000, Prószyński i S-ka, ISBN 83-7255-746-2
- 4 miliardy lat. Eseje o ewolucji, Warszawa 2007, Prószyński i S-ka, ISBN 978-83-7469-460-5
- Homo sapiens. Meandry ewolucji, Warszawa 2013, CiS, ISBN 978-83-61710-05-9
- Okruchy ewolucji. Tajemnice historii naturalnej, Warszawa 2014, Demart, ISBN 978-83-7427-922-2